# Madrassa de Zincirli
La Madrassa de Zincirli est un bâtiment d'enseignement en Crimée. Fondée en 1500 par Mengli Ier Giray, elle se trouvait à Salatchyk partie actuelle de Bakhtchissaraï.

## En images

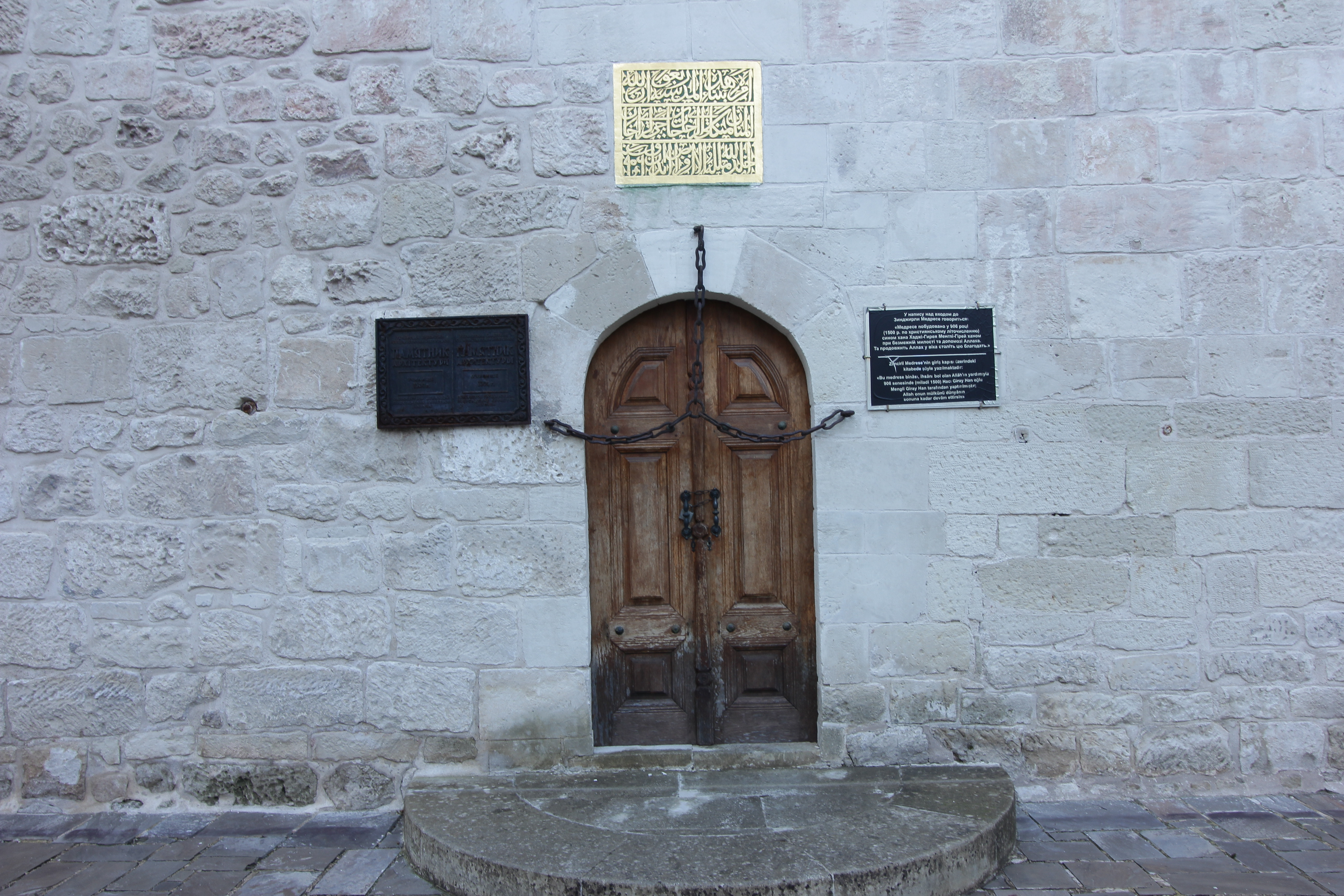
La porte fermée par une chaîne (zincirli),
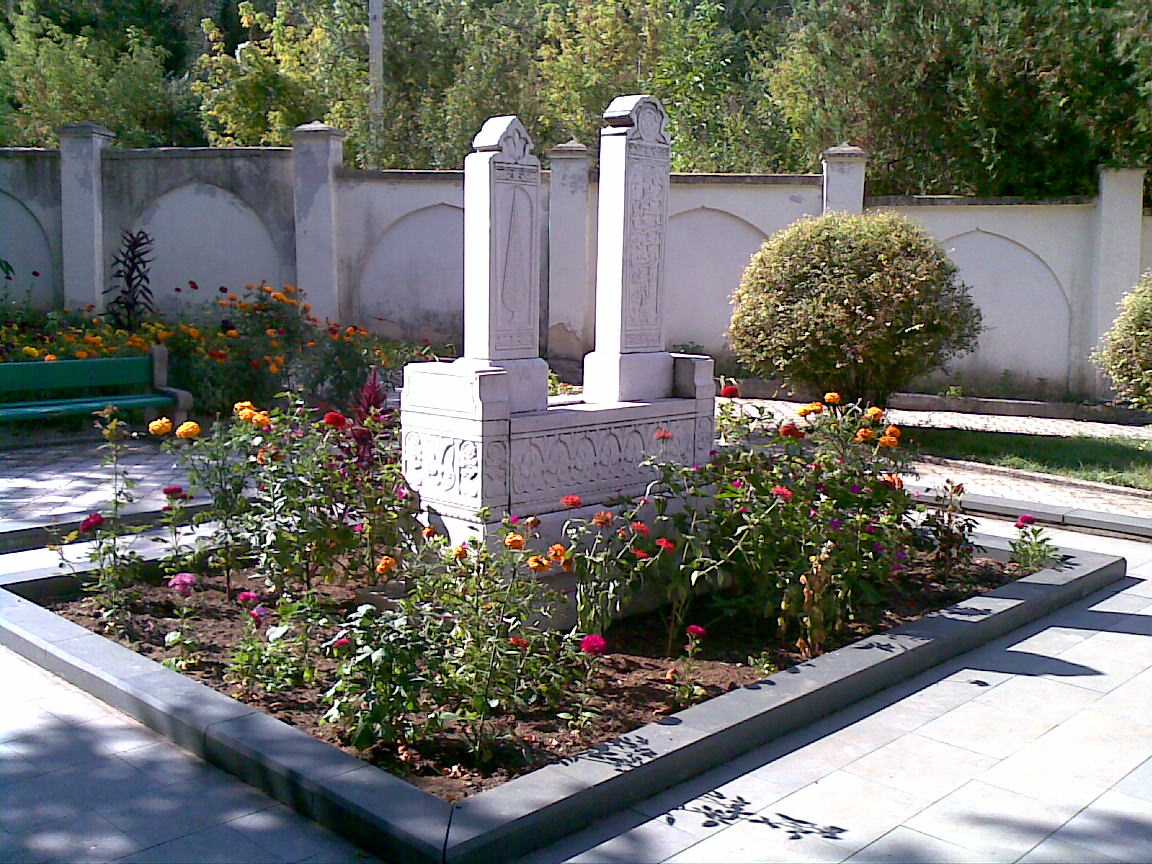
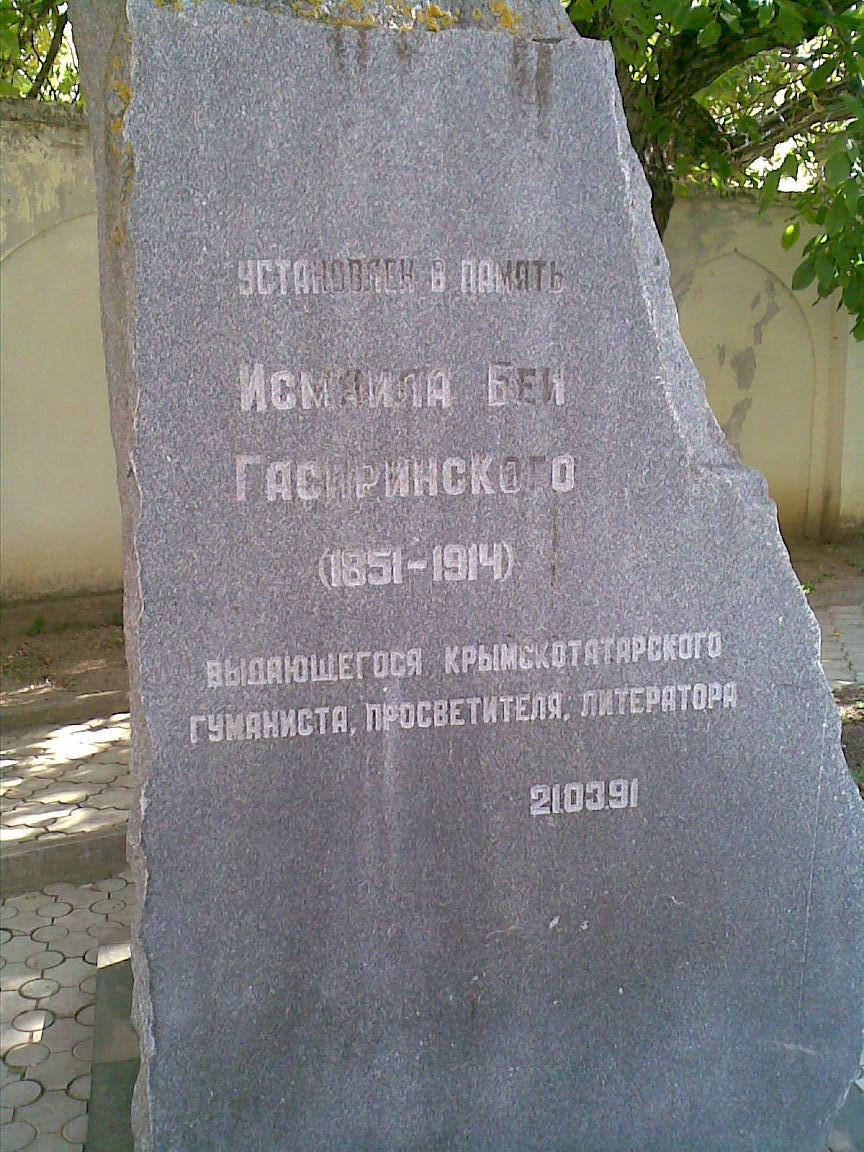
stèle de Gasprinski,
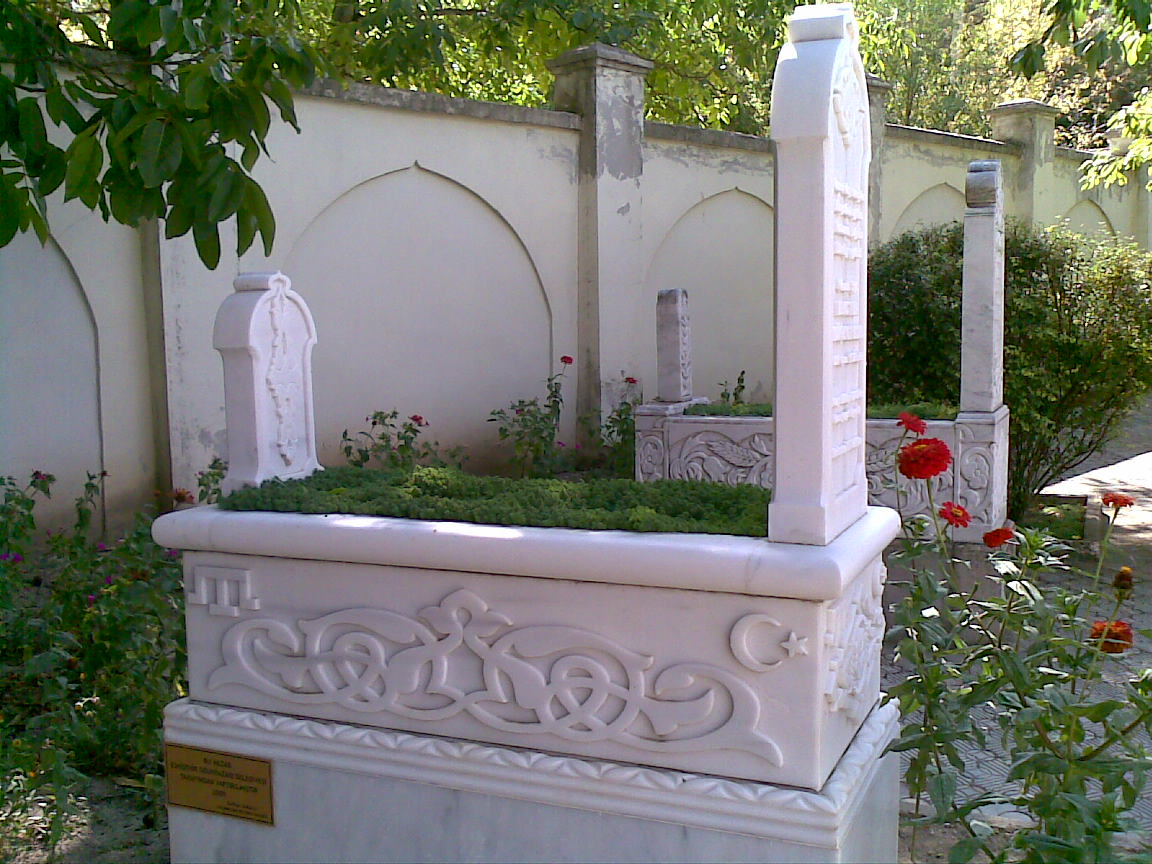
tombes.